# 191-й истребительный авиационный полк
191-й истребительный авиационный Краснознамённый полк — воинская часть Вооружённых сил СССР в Великой Отечественной войне.

## История

Командир полка Т. А. Литвиненко

Сформирован в марте 1941 года в Ленинградском военном округе в пятиэскадрильном составе.
В составе действующей армии с 22.06.1941 по 05.01.1942, с 13.03.1942 по 15.04.1942, с 25.05.1942 по 13.07.1942 и с 23.05.1943 по 14.11.1944.
На 22.06.1941 года базировался северо-западнее Ленинграда[уточнить]. На вооружении полка состояли 34 самолёта И-153 и И-16. С началом войны перешёл на трёхэскадрильный состав, высвободившаяся матчасть и личный состав пошли на доукомплектование других частей фронта.
В первый месяц войны в боях практически не участвовал, 07.07.1941 включён в состав войск ПВО, обеспечивал прикрытие с воздуха Ленинграда. Боевой счёт полка открыт 25.08.1941 , когда младшим лейтенантом Егором Новиковым был сбит Ме-109 в районе Красногвардейска. Вёл боевые действия до 05.10.1941 года, затем передал оставшиеся 11 самолётов в 158-й истребительный авиационный полк и убыл на укомплектование в резерв корпуса. В частности, 09.09.1941 в пяти километрах южнее Ладожского озера «мессершмитт» Хуберта Мюттериха, штаффелькапитана 5/JG54 (43 победы), расстрелял в упор лётчик полка старший лейтенант Новиков на И-16. За время боевых действий на этом участке фронта зарекомендовал себя как один из самых результативных полков, по официальным данным 0уничтожено 96 самолётов противника, свои потери составили 23 машины. Всё это время лётчики полка летали исключительно на истребителях И-16 разных типов. Примерно половину самолётного парка части составляли пушечные модификации «ишачка» (тип 17 и тип 28).
17.11.1941 вошёл в состав 92-й авиационной дивизии, 13.12.1941 перешёл на двухэскадрильный состав. 05.01.1942 года убыл в Кинешму в распоряжение 22-го запасного авиационного полка для переучивания на истребители «Харрикейн».
В конце января 1942 года перебазировался в район Торопца, а затем Старой Торопы. В этот период был оснащён самолётами «Харрикейн Mk IIB». В полку собственными силами самолёты оснастили направляющими для PC. В феврале 1942 г. действовал в треугольнике Андреаполь — Великие Луки — Нелидово, при этом, несмотря на многочисленные свидетельства, по соответствующему перечню в составе действующей армии не находился. В частности, 14.02.1942 года в районе Великих Лук был сбит и погиб новый командир 1 группы известной истребительной эскадры JG 54 «Зелёное сердце» гауптман Франц Эккерле (62 победы). Из четырёх «мессершмиттов» эскадры, участвовавших в этот день в бою с «харрикейнами» полка, ни один не возвратился на аэродром Рельбицы. Надо иметь в виду, что по немецким данным в этот день было потеряно только 2 самолёта, причём в сражении с бипланами, при этом наши потери составили 5 самолётов.
В конце февраля 1942 г. полк переправлен в Москву, где самолёты полка перевооружили 20-мм пушками ШВАК.
12.03.1942 вошёл в состав ВВС 4-й ударной армии и в течение месяца полк совершил 138 боевых вылетов, но провёл лишь 8 боёв, при этом полк менее чем за месяц потерял 11 самолётов из 20, в основном, в лётных происшествиях. 05.04.1942 оставшиеся 9 «Харрикейнов» были переданы в 157-й истребительный авиационный полк и полк убыл в распоряжение 22-го запасного авиационного полка в Иваново для доукомплектования.
22.05.1942 полк вошёл в состав 235-й истребительной дивизии и в её составе вёл боевые действия в полосе Западного, чаще всего привлекался на прикрытие наземных войск в районе Вереи, а с 12.06.1942, перелетев к Старому Осколу Юго-Западного фронтов. Действовал в районе Волчанска, в связи с наступлением немецких войск был вынужден, уничтожив неисправные машины, спешно эвакуироваться с аэродрома в районе Коротояка, оставшуюся технику и часть личного состава передал в 436-й истребительный авиационный полк. Впрочем, на тот момент, в полку не осталось самолётов вообще. Произвёл 491 боевой вылет и провёл 112 воздушных боёв, в которых лётчики полка сбили 15 самолётов противника. Свои потери, в том числе небоевые, составили 13 «Харрикейнов».
18.07.1942 полк в очередной раз направлен в Иваново в 14-й запасной авиационный полк для доукомплектования и переучивания на новую технику. В этот период из состава полка в другие части убыли почти все пилоты и большая часть техсостава. Практически полк формировался заново.

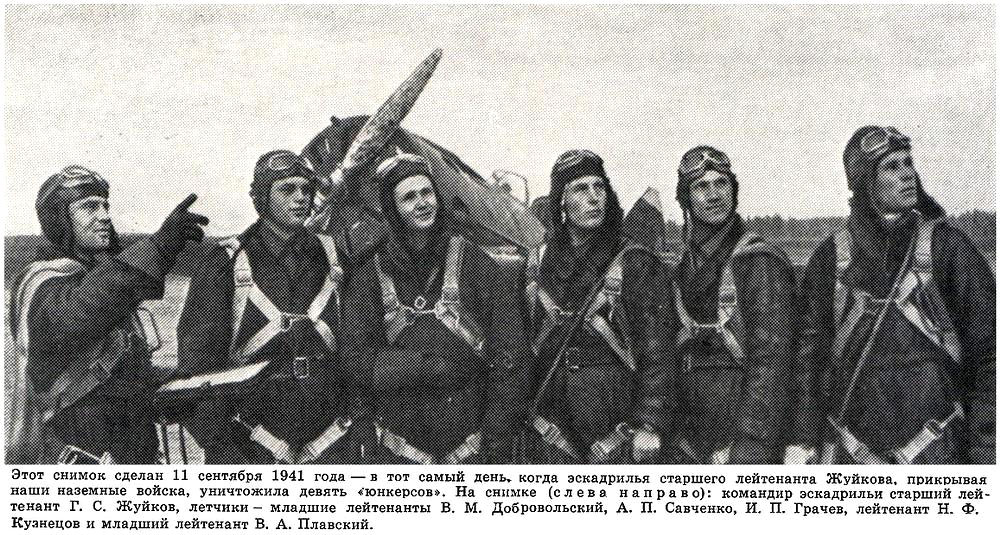
Лётчики 191-го иап. Ленинградский фронт, сентябрь 1941 года

К концу февраля 1943 г. полк перешёл на трёхэскадрильный состав и был укомплектован лётчиками, освоившими американские истребители P-40. К 28.02.1943 было подготовлено 32 лётчика
15.05.1943 полк убыл на Ленинградский фронт, имея в наличии 32 самолёта P-40 разных модификаций, и вошёл в состав 275-й истребительной дивизии . Вёл активные боевые действия, приняв участие во всех операциях 13-й воздушной армии.
С 20.05.1944, не прекращая боевых действий, полк постепенно стал перевооружаться на истребители Ла-5. С 07.06.1944 2-я эскадрилья приступила к выполнению боевых задач на Ла-5, две других продолжали действовать на «Кёртисс Киттихаук».
11.09.1944 одна эскадрилья на «Киттихауках» была оперативно переподчинена командованию 159-го истребительного полка, а полк в двухэскадрильном составе на Ла-5 убыл на Карельский фронт в состав 7-й воздушной армии, где был придан сначала в 324-й истребительной дивизии, а 28.09.1944 года в 257-й смешанной авиационной дивизии . В этот период участвовал в Петсамо-Киркенесской операции.
Всего за 1944 год на Ленинградском и Карельском фронтах полк совершил более 1300 боевых вылетов, провёл 158 воздушных боёв, в которых лётчики полка сбили 178 самолётов противника.
17.11.1944 года полк сдал матчасть и убыл с Карельского фронта в резерв. На аэродроме Выползово начал перевооружение на истребитель Ла-7 и в боевых действиях больше не участвовал.

## Подчинение
| Период        | Фронт (округ)               | армия                | корпус                                    | дивизия                                               | примечание |
| ------------- | --------------------------- | -------------------- | ----------------------------------------- | ----------------------------------------------------- | --- |
| 22.06.1941 г. | Северный фронт              | -                    | -                                         | 54-я истребительная авиационная дивизия ПВО[уточнить] | - |
| 01.07.1941 г. | Северный фронт              | -                    | -                                         | 54-я истребительная авиационная дивизия ПВО           | - |
| 10.07.1941 г. | Северный фронт              | -                    | 7-й истребительный авиационный корпус ПВО | -                                                     | - |
| 01.08.1941 г. | Северный фронт              | -                    | 7-й истребительный авиационный корпус ПВО | -                                                     | - |
| 01.09.1941 г. | Ленинградский фронт         | -                    | 7-й истребительный авиационный корпус ПВО | -                                                     | - |
| 01.10.1941 г. | Ленинградский фронт         | -                    | 7-й истребительный авиационный корпус ПВО | -                                                     | - |
| 01.11.1941 г. | Ленинградский фронт         | -                    | 7-й истребительный авиационный корпус ПВО | -                                                     | - |
| 01.12.1941 г. | Ленинградский фронт         | -                    | -                                         | 92-я авиационная дивизия                              | - |
| 01.01.1942 г. | Ленинградский фронт         | -                    | -                                         | 92-я авиационная дивизия                              | - |
| 01.02.1942 г. | Резерв Ставки ВГК           | -                    | -                                         | -                                                     | - |
| 01.03.1942 г. | -                           | -                    | -                                         | -                                                     | нет данных |
| 01.04.1942 г. | Калининский фронт           | 4-я ударная армия    | -                                         | -                                                     | - |
| 01.05.1942 г. | Резерв Ставки ВГК           | -                    | -                                         | -                                                     | - |
| 01.06.1942 г. | Западный фронт              | 1-я воздушная армия  | -                                         | 235-я истребительная авиационная дивизия              | - |
| 01.07.1942 г. | Юго-Западный фронт          | 8-я воздушная армия  | -                                         | 235-я истребительная авиационная дивизия              | - |
| 01.08.1942 г. | Резерв Ставки ВГК           | -                    | -                                         | -                                                     | - |
| 01.09.1942 г. | Московский военный округ    | -                    | -                                         | -                                                     | - |
| 01.10.1942 г. | Московский военный округ    | -                    | -                                         | -                                                     | - |
| 01.11.1942 г. | Московский военный округ    | -                    | -                                         | -                                                     | - |
| 01.12.1942 г. | Московский военный округ    | -                    | -                                         | -                                                     | - |
| 01.01.1943 г. | Московский военный округ    | -                    | -                                         | -                                                     | - |
| 01.02.1943 г. | Московский военный округ    | -                    | -                                         | -                                                     | - |
| 01.03.1943 г. | Московский военный округ    | -                    | -                                         | -                                                     | - |
| 01.04.1943 г. | Московский военный округ    | -                    | -                                         | -                                                     | - |
| 01.05.1943 г. | Московский военный округ    | -                    | -                                         | -                                                     | - |
| 01.06.1943 г. | Ленинградский фронт         | 13-я воздушная армия | -                                         | 275-я истребительная авиационная дивизия              | - |
| 01.07.1943 г. | Ленинградский фронт         | 13-я воздушная армия | -                                         | 275-я истребительная авиационная дивизия              | - |
| 01.08.1943 г. | Ленинградский фронт         | 13-я воздушная армия | -                                         | 275-я истребительная авиационная дивизия              | - |
| 01.09.1943 г. | Ленинградский фронт         | 13-я воздушная армия | -                                         | 275-я истребительная авиационная дивизия              | - |
| 01.10.1943 г. | Ленинградский фронт         | 13-я воздушная армия | -                                         | 275-я истребительная авиационная дивизия              | - |
| 01.11.1943 г. | Ленинградский фронт         | 13-я воздушная армия | -                                         | 275-я истребительная авиационная дивизия              | - |
| 01.12.1943 г. | Ленинградский фронт         | 13-я воздушная армия | -                                         | 275-я истребительная авиационная дивизия              | - |
| 01.01.1944 г. | Ленинградский фронт         | 13-я воздушная армия | -                                         | 275-я истребительная авиационная дивизия              | - |
| 01.02.1944 г. | Ленинградский фронт         | 13-я воздушная армия | -                                         | 275-я истребительная авиационная дивизия              | - |
| 01.03.1944 г. | Ленинградский фронт         | 13-я воздушная армия | -                                         | 275-я истребительная авиационная дивизия              | - |
| 01.04.1944 г. | Ленинградский фронт         | 13-я воздушная армия | -                                         | 275-я истребительная авиационная дивизия              | - |
| 01.05.1944 г. | Ленинградский фронт         | 13-я воздушная армия | -                                         | 275-я истребительная авиационная дивизия              | - |
| 01.06.1944 г. | Ленинградский фронт         | 13-я воздушная армия | -                                         | 275-я истребительная авиационная дивизия              | - |
| 01.07.1944 г. | Ленинградский фронт         | 13-я воздушная армия | -                                         | 275-я истребительная авиационная дивизия              | - |
| 01.08.1944 г. | Ленинградский фронт         | 13-я воздушная армия | -                                         | 275-я истребительная авиационная дивизия              | - |
| 01.09.1944 г. | Ленинградский фронт         | 13-я воздушная армия | -                                         | 275-я истребительная авиационная дивизия              | с 11.09.1944 1 эскадрилья в подчинении 159-го истребительного полка, 2 эскадрильи с 11.09.1944 по 28.09.1944 в подчинении 324-й истребительной дивизии |
| 01.10.1944 г. | Карельский фронт            | 7-я воздушная армия  | -                                         | 257-я смешанная авиационная дивизия                   | - |
| 01.11.1944 г. | Карельский фронт            | 7-я воздушная армия  | -                                         | 257-я смешанная авиационная дивизия                   | - |
| 10.11.1944 г. | Карельский фронт            | 7-я воздушная армия  | -                                         | 257-я истребительная авиационная дивизия              | - |
| 14.11.1944 г. | Карельский фронт            | 7-я воздушная армия  | -                                         | 257-я истребительная авиационная дивизия              | Исключён из действующей армии |
| 17.11.1944 г. | Резерв Ставки ВГК           | 7-я воздушная армия  | -                                         | 257-я истребительная авиационная дивизия              | Убыл на аэр. Выползово, приступил к освоению Ла-7 |
| 15.04.1945 г. | Московский военный округ    | ВВС округа           | -                                         | 257-я истребительная авиационная дивизия              | Ла-7 |
| 09.05.1945 г. | Московский военный округ    | ВВС округа           | -                                         | 257-я истребительная авиационная дивизия              | Ла-7 |
| 30.05.1946 г. | Прикарпатский военный округ | 14-я воздушная армия | -                                         | 331-я истребительная авиационная дивизия              | Ла-7, аэр. Стрый |
| 01.07.1946 г. | Прикарпатский военный округ | 14-я воздушная армия | -                                         | 331-я истребительная авиационная дивизия              | Начал переучиваться на истребители Як-9У |
| 13.04.1948 г. | Ленинградский военный округ | 13-я воздушная армия | -                                         |                                                       | без материальной части, аэр. Кречевицы, Новгородская область                                                                                           |
| 13.04.1948 г. | Ленинградский военный округ | 13-я воздушная армия | -                                         | 2-й учебно-тренировочный центр ЛВО                    | Переформирован во 2-й учебно-тренировочный авиационный полк                                                                                            |
| 20.02.1949 г. | Ленинградский военный округ | 76-я воздушная армия | -                                         | 2-й учебно-тренировочный центр ЛВО                    | |
| 01.07.1951 г. | Ленинградский военный округ | 76-я воздушная армия | -                                         | 2-й учебно-тренировочный центр ЛВО                    | расформирован |

## Командиры
- Радченко Александр Филиппович[2], майор, 04.1941 — 20.05.1942
- Попрыкин, Александр Иванович[2], майор, 20.05.1942 — 15.12.1942
- Межевов Николай Васильевич[2], капитан, майор, 15.12.1942 — 20.09.1943
- Гринченко, Антон Гаврилович[2], майор, 27.10.1943 — 05.1946
- Литвиненко, Трофим Афанасьевич, майор (с начала 1945)

## Награды
| Награда                | Дата          | За что получена |
| ---------------------- | ------------- | --- |
| Орден Красного Знамени | 22.03.1944 г. | За образцовое выполнение боевых заданий командования на фронте борьбы с немецкими захватчиками и проявленные при этом доблесть и мужество |

## Воины полка
| Награда | Ф. И. О.                       | Должность                        | Звание            | Дата       | Примечания |
| ------- | ------------------------------ | -------------------------------- | ----------------- | ---------- | --- |
|         | Грачёв, Иван Петрович          | заместитель командира эскадрильи | младший лейтенант | 16.01.1942 | к моменту награждения 102 боевых вылетов, 9 лично сбитых самолётов и 4 в группе. Погиб во время тарана 14.09.1944                         |
|         | Литвиненко, Трофим Афанасьевич | Штурман полка                    | майор             | 02.11.1944 | к моменту награждения 167 боевых вылетов, 41 воздушный бой, 20 лично сбитых самолётов                                                     |
|         | Митрохин, Василий Борисович    | Командир эскадрильи              | капитан           | 02.11.1944 | к моменту награждения около 200 боевых вылетов, 50 воздушный бой, 19 лично сбитых самолётов и 6 в группе                                  |
|         | Новиков, Егор Павлович         | Командир звена                   | младший лейтенант | 16.01.1942 | к моменту награждения 60 боевых вылетов, сбил лично 11 вражеских самолётов. Погиб во время тарана 17.09.1941, звание присвоено посмертно. |
|         | Тушев, Иван Тимофеевич         | Командир эскадрильи              | капитан           | 02.11.1944 | к моменту награждения 359 боевых вылетов, 45 воздушных боёв, сбил лично 15 вражеских самолётов и 1 в группе.                              |
|         | Шаронов, Михаил Фёдорович      | Командир эскадрильи              | старший лейтенант | 13.02.1944 | огненный таран 17.01.1944 (награждён посмертно)                                                                                           |

## Память
- Памятник М. Ф. Шаронову в центре Форносово.

## Известные люди, связанные с полком
- Кузнецов, Николай Фёдорович, впоследствии генерал-майор авиации, доктор военных наук, начальник Центра подготовки космонавтов имени Ю. А. Гагарина

## Интересные факты
- В 2006 году поисковым отрядом «Небо Ленинграда» в Киришском районе Ленинградской области было обнаружено место падения самолёта Р-40М «Киттихаук». При подъёме обломков самолёта обнаружены останки пилота, а по обнаруженным номерам самолёта Н 1427 и мотора «Аллисон» V-1710-81 № с 43-9009 было установлено имя пилота: командира эскадрильи 191-го истребительного авиаполка 275 ИАД, капитана Ташлыкова Василия Яковлевича, 1916 г.р., уроженца села Воскресенское Карагайского района Молотовской (сейчас Пермской) области.